# Campeonato Mundial de Esquí Nórdico de 1960
El XXIII Campeonato Mundial de Esquí Nórdico se celebró en Squaw Valley (Estados Unidos) entre el 18 y el 27 de febrero de 1960, dentro de los VIII Juegos Olímpicos de Invierno (las pruebas de esquí de fondo y saltos en esquí incluidas en el programa contaron como pruebas del Mundial, no así las de combinada nórdica), bajo la organización de la Federación Internacional de Esquí (FIS) y la Federación Estadounidense de Esquí.

## Esquí de fondo

### Masculino
| Evento                   | Oro                                                                                        | Plata                                                                                     | Bronce                                                                            |
| ------------------------ | ------------------------------------------------------------------------------------------ | ----------------------------------------------------------------------------------------- | --------------------------------------------------------------------------------- |
| 15 km (23.02)            | Håkon Brusveen · Noruega · 51:55,5                                                         | Sixten Jernberg · Suecia · 51:58,6                                                        | Veikko Hakulinen · Finlandia · 52:03,0                                            |
| 30 km (19.02)            | Sixten Jernberg · Suecia · 1:51:03,9                                                       | Rolf Rämgard · Suecia · 1:51:16,9                                                         | Nikolai Anikin URSS 1:52:28,2                                                     |
| 50 km (27.02)            | Kalevi Hämäläinen · Finlandia · 2:59:06,3                                                  | Veikko Hakulinen · Finlandia · 2:59:26,7                                                  | Rolf Rämgard · Suecia · 3:02:46,7                                                 |
| Relevo 4 × 10 km (25.02) | Finlandia · Toimi Alatalo · Eero Mäntyranta · Väinö Huhtala · Veikko Hakulinen · 2:18:45,6 | Noruega · Harald Grønningen · Hallgeir Brenden · Einar Østby · Håkon Brusveen · 2:18:46,4 | URSS Anatoli Sheliujin Guennadi Vaganov Alexei Kuznetsov Nikolai Anikin 2:21:21,6 |

### Femenino
| Evento                  | Oro                                                                      | Plata                                                          | Bronce                                                              |
| ----------------------- | ------------------------------------------------------------------------ | -------------------------------------------------------------- | ------------------------------------------------------------------- |
| 10 km (20.02)           | Mariya Gusakova URSS 39:46,6                                             | Liubov Baranova URSS 40:04,2                                   | Radia Yeroshina URSS 40:06,0                                        |
| Relevo 3 × 5 km (26.02) | Suecia · Irma Johansson · Britt Strandberg · Sonja Ruthström · 1:04:21,4 | URSS Radia Yeroshina Mariya Gusakova Liubov Baranova 1:05:02,6 | Finlandia · Siiri Rantanen · Eeva Ruoppa · Toini Pöysti · 1:06:27,5 |

## Salto en esquí
| Evento                       | Oro                                      | Plata                                  | Bronce                                |
| ---------------------------- | ---------------------------------------- | -------------------------------------- | ------------------------------------- |
| Trampolín individual (18.02) | Helmut Recknagel · Alemania · 227,2 pts. | Niilo Halonen · Finlandia · 222,6 pts. | Otto Leodolter · Austria · 219,4 pts. |

## Medallero
| Núm. | País      | Oro | Plata | Bronce | Total |
| ---- | --------- | --- | ----- | ------ | ----- |
| 1    | Finlandia | 1   | 2     | 1      | 4     |
| 1    | Suecia    | 1   | 2     | 1      | 4     |
| 3    | URSS      | 1   | 1     | 2      | 4     |
| 4    | Alemania  | 1   | 0     | 0      | 1     |
| 4    | Noruega   | 1   | 0     | 0      | 1     |
| 6    | Austria   | 0   | 0     | 1      | 1     |
|      | TOTAL     | 5   | 5     | 5      | 15    |